# Logan Miller
Logan Miller, född 18 februari 1992 i Englewood i Colorado, är en amerikansk skådespelare och musiker. Han har bland annat gjort rollen som Tripp Campbell i Disney XD:s TV-serie I'm in the Band.